# Jørgen Iversen
Jørgen Iver Holm Iversen (1. maj 1918 på Christianshavn - 31. december 1993 i Vanløse) var en dansk landsholdsspiller i fodbold.
Jørgen Iversen startede som seniorspiller i Esbjerg fB, hvor han i alt spillede 56 førsteholdskampe. Han debuterede i 1937 på det danske A-landshold og spillede 5 landskampe og scorede et enkelt mål.
Efter EfB skiftede han til KB, hvor han spillede 172 kampe.